# Ke
Ke (刻; pinyin: kè) är en traditionell kinesisk kvart, en tidsenhet som åtminstone så länge det finns skriftliga källor har använts parallellt med ett duodecimalt system. Under 2 000 år var den lika med en kort kvart, 14,4 minuter. Den delade alltså dygnet i 100 lika långa intervall.

## Etymologi
Ke betyder ordagrant 'att snida' eller 'att skära' och är vanligen del av substantivet kedu, som syftar på utskurna markeringar på mätstickor, den tidigaste formen av ur. Det första kinesiska teckenlexikonet Shuowen Jiezi beskriver i svensk översättning ordet så här:
”Låt vatten droppa från en klepsydra [bronskärl med vatten i]. Tiden blir mätt, så att vi kan dela ett dygn i 100 ke.”

## Senare öde
Eftersom det inte går att jämnt dela det kinesiska dygnets 12 dubbeltimmar i 100 ke, så blev en ke uppdelad i 60 fen (分; pinyin fēn). Betydligt senare, under inflytande av 1600-talets jesuitiska missionärer som ivrade för västerländsk tideräkning, ändrade kineserna dess längd till en fortfarande gängse kvart, 1/96 dygn  = 15 minuter.